# Frida Becher von Rüdenhof
Frida Becher von Rüdenhof (* 30. September 1874 in Wien; † 5. November 1951 ebenda) war eine österreichische Ärztin, Frauenrechtsaktivistin und NS-Verfolgte.

## Leben
Frida Becher von Rüdenhof wurde als Frida Perels geboren. Die Eltern waren Rose († 1882) und Emil Perels (1837–1893). Der Vater war Ingenieur und Hochschullehrer zunächst für landwirtschaftliche Maschinentechnik an der Martin-Luther-Universität in Halle/Saale, später wurde er Rektor der Universität für Bodenkultur in Wien. Frida absolvierte zunächst das Lehrerinnenseminar in Berlin. Im Jahr 1910, mit 36 Jahren, absolvierte sie das Abitur in Graz und studierte anschließend Medizin in Wien. Hier folgte die medizinische Promotion im Jahr 1915. Von 1915 bis 1918 war Frida Becher von Rüdenhof Assistenzärztin im Sophienhospital in Wien bei Nikolaus Jagić (1875–1956), zwischen 1920 und 1922 dann Assistenzärztin an der Wiener Poliklinik. Parallel dazu baute sie nach dem Ersten Weltkrieg eine eigene Praxis für Innere Medizin und Kinderheilkunde auf. 1937 erhielt sie den Titel Medizinalrätin. Ab 1938 war Frida Becher von Rüdenhof als Fachärztin in Wien 8, Florianigasse 15 tätig. Ebenfalls ab 1938 war sie als Ärztin für die Behandlung der jüdischen Bevölkerung in Wien eingesetzt. Nach NS-Gesetzen war sie Jüdin.
Frida Becher von Rüdenhof war auch als Übersetzerin und Reiseschriftstellerin tätig. 1904 nahm sie am 28. Sprach- und Literaturkongress in den Niederlanden teil.
Frida Becher von Rüdenhof überlebte den Holocaust.

## Engagement in der Wiener Frauenbewegung
Frida Becher von Rüdenhof war Mitglied des Vereins Wiener Settlement in Ottakring und engagierte sich in diesem Kontext für verarmte Kinder und für Weiterbildungen deren Mütter. Dieses Hilfswerk, Verein Wiener Settlement, war von den Wienerinnen Maria Lang (1858–1934) und Else Federn (1873–1946) der Schwester des Wiener Psychoanalytikers Paul Federn (1871–1950) gegründet worden. Frida Becher von Rüdenhof war Mitglied der am 9. Februar 1919 gegründeten Österreichischen Ärztinnenorganisation (OÄÖ). 1928 war sie, neben Dora Brücke-Teleky, Pauline Feldmann und Else Volk-Friedland, Referentin bei der Delegiertenversammlung der „Internationalen Ärztinnenvereinigung“ in Bologna. Als Vertreterin der österreichischen Ärztinnen nahm sie 1931 am 4. Internationalen Ärztinnenkongress in Wien sowie 1934 am 7. Internationalen Ärztinnenkongress in Stockholm teil. Die Präsidentin der Organisation der Ärztinnen Wien, Marianne Bauer Jokl (1885–1980) und Dora Brücke-Teleky (1879–1963) waren ebenfalls Teilnehmerinnen dieser beiden Kongresse in Wien und Stockholm. Frida Becher von Rüdenhof war in der bürgerlichen Frauenbewegung in Wien aktiv und trat für die Erwerbstätigkeit von Frauen ein. In den 1930er Jahren war sie die Leiterin der Eheberatungsstelle in der unter der Führung von Marianne Hainisch (1839–1936) gegründeten Österreichischen Frauenpartei und nahm an deren Versammlungen als Referentin teil.

## Familie
Frida Perels war verheiratet mit dem General der k.k. Armee, Carl Ritter Becher von Rüdenhof (1867–1945). Das Ehepaar hatte eine Tochter, Hertha Becher von Rüdenhof. Auch diese wurde Ärztin und erhielt die Ausbildung zur Kinderärztin an der Kinderklinik von Clemens von Pirquet (1874–1929). Sie wurde 1939 in Wien von den Nationalsozialisten mit Berufsverbot belegt. Sie überlebte den Holocaust. Der Bruder von Frida Becher von Rüdenhof, Emil Perels (1889–1944) wurde im Konzentrationslager Auschwitz ermordet.
Der Onkel von Frida Perels war der Militärjurist und Seerechtler Ferdinand Perels (1836–1903). Er war getaufter Jude.

## Publikationen
- Als Übersetzerin: Die Judengemeinde von Saloniki, Völkerschau 1904.
- Klinische Beobachtungen bei der Pleuritis, Wiener Medizinische Wochenschrift 1918.
- Zur Hämatologie der Grippe, 1919.
- Ein Fall von Spontanheilung bei allgemeinem Hydrops, Wiener Medizinische Wochenschrift 1934.